# David Bowie
David Bowie (IPA: [ˈboʊiː]; eredeti nevén David Robert Jones; Brixton, London, 1947. január 8. – New York, 2016. január 10.) hétszeres Grammy-díjas angol zenész, színész, zenei producer és zeneszerző.
Öt évtizedet átívelő pályafutása során – főleg az 1970-es években – többször újította meg zenéjét, gyakran új zenei trendek előfutárává válva ezzel. Zenei újításait külsejének és „személyiségének” megváltoztatásával ötvözte, kiérdemelve így  „a zenei kaméleon” elnevezést. Bowie munkássága a zenészek szinte minden későbbi generációjára hatást gyakorolt. Tartós népszerűségéhez különleges, bariton énekhangja és munkáinak intellektuális mélysége is nagyban hozzájárult.
Bár korábban több kislemeze és 1967-ben – David Bowie címmel – egy nagylemeze is megjelent, Bowie először 1969 őszén tett szert szélesebb körű ismertségre. Ekkor jelent meg Space Oddity című dala, ami a brit kislemezlista 5. helyét érte el, és amit a BBC az Apollo–11 és Apollo–13 közvetítéseinek aláfestő zenéjeként használt. Három évig tartó kísérletezés után Bowie 1972-ben került ismét reflektorfénybe: a The Rise and Fall of Ziggy Stardust and the Spiders from Mars című konceptalbum főszereplője, az élénkvörös hajú, hermafrodita Ziggy Stardust képében az akkoriban fénykorát élő glam rock egyik legsikeresebb művésze lett. Az alig másfél évig tartó Ziggy-korszak után Bowie szinte minden új albumához új külső és alteregó tartozott, koncertjei pedig színházi előadásokhoz hasonlítottak.
Bowie első komoly amerikai sikerét 1975-ben aratta, amikor a John Lennonnal közösen írt Fame című dal a kislemezlista 1. helyét érte el. Young Americans és Station to Station című albumainak hangzását a soul uralta, ami sok korábbi rajongóját fordította el tőle. Ezt követően kiadója és amerikai rajongói várakozásával szembemenve vette fel Low című nagylemezét, a Brian Enóval közösen készített „Berlin trilógia” első darabját. Ezek Bowie addigi legkísérletezőbb albumai voltak, ennek ellenére mindhárom bekerült a brit albumlista első öt helyezettje közé.
Az 1970-es évek végén tapasztalható kisebb mértékű kereskedelmi siker után az 1980-as Scary Monsters (and Super Creeps) című album és az erről kimásolt Ashes to Ashes című kislemez ismét listavezető lett. 1981-ben jelent meg Bowie és a Queen együttműködéséből született, az Egyesült Királyságban listavezető Under Pressure című kislemez. Bowie 1983-ban megjelent Let’s Dance című nagylemeze volt addigi legtöbb bevételt hozó albuma, melyről a China Girl, a Modern Love és a címadó Let’s Dance egyaránt bekerült a brit Top 10-be. A Let’s Dance volt Bowie első dala, ami a brit és amerikai listákon is az élre került.
Bowie-t 1996-ban iktatták be a Rock and Roll Hall of Fame-be, 2000-ben pedig a VH1 100 legnagyobb rockzenészt felsoroló listáján a 7. helyre került. 2002-ben a BBC által rendezett szavazás eredménye alapján összeállított 100 legnagyobb britet felsoroló lista 29. helyét érte el. Bowie pályája során 136 millió albumot adott el, és a brit popzene történetének tíz leggazdagabb előadója között tartják számon. 2004-ben a Rolling Stone magazin minden idők 100 legnagyobb előadóját tartalmazó listáján a 39. helyre sorolták. Összesen hét David Bowie-album szerepel az 1001 lemez, amit hallanod kell, mielőtt meghalsz című könyvben.

## Életút

### Ifjúkora: 1947–1967
David Robert Jones 1947. január 8-án született London Brixton nevű részén. Itt élt hatéves koráig, amikor családjával a kenti Bromley-be költözött (ma Nagy-London része). 18 éves koráig szüleivel élt. Saját állítása szerint első célja a zenében az volt, hogy Little Richard zenekarában szaxofonozhasson. Kezdetben szaxofonozott, de egy véletlen folytán énekesként is bemutatkozhatott, amikor egy londoni klubban helyettesített valakit. Az 1960-as évek első felében több blueszenekarnak is a tagja volt: "The King Bees", "The Mannish Boys" és "The Lower Third". Bowie legnagyobb erőssége mindig is az volt, hogy könnyen tudta változtatni a róla kialakult képet, ezzel pedig megelőlegezni a későbbi zenei stílusokat. Korai korszakában bluest és Elvis-szerű zenét játszott.
1962 tavaszán Bowie és egyik iskolatársa, George Underwood egy lány miatt összeverekedett. Underwood ujján egy gyűrű volt, amikor megütötte Bowie bal szemét. Bowie nyolc hónapig kimaradt az iskolából, és egy ideig úgy tűnt, hogy a bal szemére megvakul. Több műtétet is végeztek rajta, de az orvosok nem tudták teljesen meggyógyítani a sérülést, így bal pupillája tágabb lett a másiknál. Ennek következtében problémák voltak a térlátásával és bal szeme az eredeti kékről zöldesbarnára változott (ez a megvilágítástól is függött). Ez a kis különbség egy kicsit egzotikussá tette. Underwood pedig Bowie korai lemezeinek borítóját tervezte.
A színház hatására – avantgárd, pantomim, commedia dell’arte – legtöbb munkájában egy szerepet játszik el. Művésznevét David Jonesról megváltoztatta, hogy ne tévesszék össze a The Monkees énekesével, Davy Jonesszal. „Vezetéknevét”, a Bowie-t az Alamo-erőd ostromának hősétől, James Bowie-tól, valamint híres vadászkésétől (Bowie knife) „kölcsönözte”.
Első szólólemeze 1967-ben jelent meg David Bowie címmel. Az album a pszichedelikus rock és a slágerzene keveréke. Erről kislemezként megjelent a "The Laughing Gnome" kultikussá vált B-oldalával, a "The Gospel According to Tony Day"-jel. Egyik sem került fel a listára. Az albumot ma már elég nehéz megszerezni, bár léteznek kalózmásolatai. A dalok válogatáslemezeken is megjelentek, és a kislemezt Bowie akarata ellenére 1973-ban újra kiadták; 250 ezer eladott darabbal Bowie egyik legsikeresebb kislemeze lett.

### Glam rock: 1969–1973
Első nagyobb sikere akkor volt, amikor 1969-ben az első holdra szállás idején megjelent a "Space Oddity" című kislemeze. A ballada Major Tom egy asztronauta történetét meséli el, aki eltéved a világűrben; Major Tomot gyakran tartják Bowie első szerepének. A dal Nagy-Britanniában sláger lett. Kis zavart okozott, hogy a második album címe szintén David Bowie volt. Az USA-ban a Man of Words, Man of Music címet adták neki. Bár ezt nem olyan nehéz megszerezni, mint az első albumot, még sincs akkora sikere. 1972-ben Space Oddity címmel újra kiadták. A dalt 2013-ban Chris Hadfield kanadai űrhajós a Nemzetközi Űrállomás fedélzetén kisebb szövegmódosításokkal ismét előadta és sikerre vitte.
1970. március 19-én feleségül vette Mary Angela Barnettet (Angie/Angela Bowie). Nagy-Britanniában még ebben az évben, az USA-ban csak 1971-ben megjelent The Man Who Sold the World című albuma. A korábbi két album stílusát keményebb rockzenére cserélte, Mick Ronson segítségével. Az album a korabeli brit hard rockot idézi, sok érdekes zenei megoldással fűszerezve (például a címadó dalban hallható latinos dallam). A dalt sok későbbi előadó és zenekar feldolgozta (többek között a Nirvana). A borító, amelyen Bowie egy női ruhában fekszik, a hermafrodita megjelenés iránti érdeklődésének első kifejezése volt.
Következő albuma, az 1971-es Hunky Dory dalaiban részben visszaköszön a "Space Oddity" vég közeledtét érző énekese. De vidámabb dalok is vannak rajta, mint például a tréfás "Kooks" (amit nemrég született fiának írt, akit Zowie Bowie néven ismernek, de valódi neve Duncan Zowie Heywood Jones), vagy az "Oh! You Pretty Things" és a félig életrajzi ihletésű "The Bewlay Brothers". A szövegekben hódolatát fejezte ki azok előtt, akik nagy hatással voltak rá: "Song for Bob Dylan", "Andy Warhol" és a "Queen Bitch", ami egy kissé titokzatos The Velvet Underground-egyveleg. Az album mellett megjelent a "Changes" kislemez, de nem lett túl nagy sláger, viszont megalapozta Bowie hírnevét azzal, hogy 1972 és 1973 között 18 hónapban volt négy albuma és nyolc kislemeze az angol Top 10-ben.
A következő évben Bowie több pályatársának is segített: Bowie és Mick Ronson volt a producere Lou Reed (a The Velvet Underground énekese volt) Transformer című albumának, ami meghozta a sikert Reednek. Iggy Pop és zenekara, a The Stooges szintén leszerződött Bowie MainMan Productions nevű menedzsmentjéhez, és Raw Power című albumukat Londonban vették fel. Később Bowie előadott néhány dalt erről az albumról. Ezen közreműködések sokat segítettek Bowie-nak abban, hogy igazi rockzenésznek ismerjék el. Ebből az időszakból származik leghíresebb albuma, a The Rise and Fall of Ziggy Stardust and the Spiders from Mars.
1972 júniusában Bowie hermafrodisztikus képe még erősebb lett; a konceptalbum egy földönkívüli rocksztár karrierjéről szól. A hangzás a The Man Who Sold the World hard rockjához hasonló, de annál dallamosabb és gyorsabb; olyan, ahogy a glam rockot Marc Bolan kezdte el játszani. Több dala is klasszikus lett mint a "Ziggy Stardust", a "Moonage Daydream" vagy a "Suffragette City". Az 1972-ben induló turné Ziggy Stardust figurájára épült, itt viselte először a lángvörös frizurát és a különleges kiegészítőket. Egy háromtagú zenekar játszotta a „Marsbéli pókok”-at (Spiders from Mars): Mick Ronson – gitár, Trevor Bolder – basszusgitár, és Mick Woodmansey – dob.
Ugyanez a felállás játszott az 1973-as Aladdin Sane című albumon, ami szintén a társadalom felbomlásáról szólt. Gyakran nevezik Bowie "On the Road" ("Úton") albumának, mivel minden dalt a turné állomásai közötti utakon írt (kivéve a "The Prettiest Star" új változatát). A borító – a félmeztelen Ziggy egy piros-fekete-kék villámmal az arcán – minden idők egyik leghíresebb borítója. Volt rajta egy új sláger, a "The Jean Genie" és egy Rolling Stones-feldolgozás, a "Let's Spend the Night Together". Az album egyik fénypontja, amikor Mike Garson zongorajátéka hallható. Garson gyakran dolgozott Bowie-val egészen Bowie haláláig.
Bowie későbbi Ziggy-show-jai, melyeken már mindkét albumról elhangzottak dalok, valamint néhány korábbi dal is ("Changes" és "Width of a Circle"), hiperteátrális események voltak, több sokkoló pillanattal: Bowie-n csak egy szumóbirkózó ágyékkötője volt, fellációt szimulált Ronson gitárjával, vagy egy koponyával szerepelt a trágár "Cracked Actor" című dal alatt. Bowie később Ziggyként turnézott és adott sajtótájékoztatókat, egészen 1973-as, a londoni Hammersmith Odeonban történt drámai „visszavonulásáig”. Ez az utolsó fellépés Ziggy Stardust: The Motion Picture címmel jelent meg.
Következő albuma, a szintén 1973-as Pin Ups az 1960-as évek dalaiból tartalmaz feldolgozásokat. Ebben az időben a „Pókok” a feloszlásról gondolkodtak, Bowie pedig Ziggy szerepétől akart megszabadulni. Ekkorra korábbi dalai is keresettek lettek. A The Man Who Sold the World 1972-ben a második albummal együtt újra megjelent. A Hunky Doryról a "Life on Mars?" 1973-ban kislemezként jelent meg, és Nagy-Britanniában a 3. lett, míg ugyanebben az évben az 1967-es "The Laughing Gnome" a 6. helyet érte el.
A hímnős személyiség segített eladni az albumokat, de népszerűsége a meleg kultúrában és a melegek jogainak tisztázására irányuló mozgalom komoly vitákat szült mind Nagy-Britanniában, mind az USA-ban, mivel a homoszexualitás csak 1967 óta nem volt törvénybe ütköző. Bowie 1976-ban egy a Playboynak adott interjúban biszexuálisnak vallotta magát. 1983-ban egy másik interjúban élete tévedésének nevezte korábbi vallomását. 2002-ben ekként nyilatkozott: „Nem zavart, hogy az emberek tudják rólam, biszexuális vagyok. De nem akartam, hogy velem vitessék a zászlót, hogy bármely csoportnak a képviselője legyek.”

### Soul, R&B és A Sovány Fehér Herceg: 1974–1976
1974-ben az Egyesült Államokba ment. Először New Yorkban élt, majd Los Angelesbe költözött. A Diamond Dogs album, amelyen már érződött a soul- és a funkyhatás, két ötleten alapult: egyfelől egy musical, amely egy erőszakos, posztapokaliptikus világot rajzol fel, másfelől Orwell 1984 c. regényének zenei interpretációja. Az album első lett az Egyesült Királyságban, míg ötödik az Egyesült Államokban.
1974 júniusa és decembere között az Államokban turnézott, ahol nagyszabású, speciális effektekkel teletűzdelt koncerteket adott. Ebben az időszakban Bowie komoly kokainfüggőségtől szenvedett, amit fizikai gyengeség, paranoia és érzelmi problémák kísértek.
A koncerteket Philadelphiában pihente ki, ahol felvette a Young Americans (1975) albumot. Az album radikális stílusbeli változást hozott, amely számos angol rajongóját elfordította tőle. Az albumon található Fame, melyet John Lennonnal közösen írt, lett az első száma, amely az amerikai toplistán elérte az első helyet. A siker nyomán újra kiadták a Space Oddityt, amely megismételte a Fame sikerét.
A Station To Station (1976) bemutatta Bowie új személyiségét, a „sovány fehér herceg”-et (Thin White Duke). A figurát első filmszerepéről, az ebben az évben bemutatott Égből pottyant férfi (The Man Who Fell to Earth) címszereplőjéről mintázta. A lemez januári megjelenését három és fél hónapos turné követte Európában és Észak-Amerikában. A turné nagy siker volt, ám kellemetlen politikai felhangok kísérték. Stockholmban azt mondta: „Britannia számára előnyös lenne egy fasiszta vezető”, és az orosz–lengyel határon feltartóztatták náci kellékek birtoklása miatt. Londonba tartva történt az úgynevezett „Victoria Station-incidens”. Egy nyitott Mercedesből integetett a tömegnek, és egy ekkor készült fotón mozdulata náci karlendítésnek tűnt. Erről Bowie később úgy nyilatkozott, hogy csak egy integető mozdulat közepén kapta el a fotó. Később elítélte azokat fasiszta megnyilatkozásokat és viselkedést, melyek a sovány fehér herceg időszakát kísérték. Ekkoriban volt pár rossz élménye a kemény drogokkal

### Black Tie White Noise, Heathen, Blackstar: 1992–2016
2016. január 8-án jelent meg utolsó nagylemeze, a Blackstar. Két napra rá, 2016. január 10-én hunyt el májrák következtében, amit tizennyolc hónappal korábban diagnosztizáltak nála. Halálát 2016. január 11-én jelentették be.

## Diszkográfia

### Stúdióalbumok
1. Love You Till Tuesday (1967)
2. David Bowie (1967)
3. Space Oddity (1969, az 1972-es új kiadás: UK #17, US #16)
4. The Man Who Sold the World (1970, az 1972-es új kiadás: UK #26)
5. Hunky Dory (1971, US #93, az 1972-es új kiadás: UK #3)
6. The Rise and Fall of Ziggy Stardust and the Spiders from Mars (1972, UK #5, US #75)
7. Aladdin Sane (1973, UK #1, US #17)
8. Pin Ups (1973, UK #1, US #23)
9. Diamond Dogs (1974, UK #1, US #5)
10. Young Americans (1975, UK #2, US #9)
11. Station to Station (1976, UK #5, US #3)
12. Low (1977, UK #2, US #11)
13. "Heroes" (1977, UK #3, US #35)
14. Lodger (1979, UK #4, US #20)
15. Scary Monsters (and Super Creeps) (1980, UK #1 US #12)
16. Let's Dance (1983, UK #1, US #1)
17. Tonight (1984, UK #1, US #11)
18. Never Let Me Down (1987, UK #6, US #34)
19. Tin Machine (1989 #3 UK) (Tin Machine album)
20. Tin Machine II (1991 #23 UK) (Tin Machine album)
21. Black Tie White Noise (1993, UK #1, US #39)
22. The Buddha of Suburbia (1993, UK #87)
23. 1.OUTSIDE (1995, UK #8, US #21)
24. Earthling (1997, UK #6, US #39)
25. 'hours…' (1999, UK #5, US #47)
26. Heathen (2002, UK #5, US #14)
27. Reality (2003, UK #3, US #29)
28. The Next Day (2013)
29. Blackstar (2016)

### Koncertalbumok
- David Live (1974 #2 UK, #8 US)
- Stage (1978 #5 UK, #44 US)
- Rare (1983 #34 UK)
- Ziggy Stardust – The Motion Picture (1983 #17 UK, #89 US)
- Oy Vey Baby (1992, Tin Machine album)
- Bowie at the Beeb: Best of the BBC Recordings 68-72 (2000 #7 UK, #181 US)
- LiveAndWell.com – (az Earthling turné kivonata, 2000)

### Filmzenealbumok
- Labyrinth (1986)

### Válogatások
- Images 1966–1967 (1973 #144 US)
- Changesonebowie (1976 #2 UK, #10 US)
- 1980 All Clear (1979)
- The Very Best of David Bowie (1981 #3 UK)
- Changestwobowie (1981, 1982-es kiadás: #24 UK, #68 US)
- Christiane F. (1982 #135 US)
- Golden Years (1983 #33 UK, #99 US)
- Fame and Fashion – David Bowie’s All Time Greatest Hits (1984 #40 UK, #147 US)
- Sound plus Vision (1989 #97 US)
- Changesbowie (1990 #1 UK, #39 US)
- The Singles Collection (1993 #9 UK)
- The Best of 1969/1974 (1997 #13 UK)
- The Best of 1974/1979 (1998 #39 UK)
- Best of Bowie (2002 #11 UK)

### Egyéb
- David Bowie narrates Prokofiev's "Peter and the Wolf" (1978 #136 US)

## Filmográfia és híresebb filmszerepek
- A Földre pottyant ember (The Man Who Fell to Earth). Angol sci-fi (1976). Szerep: Thomas Jerome Newton, a földönkívüli. Rendezte: Nicolas Roeg.
- Csak egy gigolo (Schöner Gigolo, armer Gigolo). NSZK film (1978). Szerep: Paul Ambrosius von Przygodski. Rendezte: David Hemmings
- Az éhség (The Hunger). Angol film (1983). Szerep: John. Rendezte: Tony Scott
- Boldog Karácsonyt Mr. Lawrence (Merry Christmas Mr. Lawrence) (1983) Szerep: Major Jack Celliers. Rendezte : Osima Nagisza
- Fantasztikus labirintus (Labyrinth). (1986). Szerep: manókirály (Jareth the Goblin King). Rendezte: Jim Henson
- Krisztus utolsó megkísértése (The Last Temptation of Christ) Amerikai filmdráma (1988). Szerep: Poncius Pilátus. Rendezte: Martin Scorsese
- Twin Peaks – Tűz, jöjj velem! (Twin Peaks: Fire Walk with Me). (1992) Szerep: Phillip Jeffries, FBI-ügynök. Rendezte: David Lynch
- Mindenki a napra tör (Everbody loves sunshine). (1999) Szerep: Bernie. Rendezte: Andrew Goth
- A tökéletes trükk (The Prestige). (2006) Szerep: Tesla. Rendezte: Christopher Nolan

## Érdekességek
2022-ben a Warner Music 250 millió dollárért vásárolta meg 26 nagylemez kiadói jogait.